# Ptychotis tenuis
Ptychotis tenuis är en flockblommig växtart som beskrevs av Otto Wilhelm Sonder. Ptychotis tenuis ingår i släktet Ptychotis och familjen flockblommiga växter. Inga underarter finns listade i Catalogue of Life.